# Jalrez
Jalrez é um distrito da província de Wardak, no Afeganistão.